# اليمن في عهد الإمامة الزيدية
كانت اليمن في عهد الإمامة الزيدية حالة مُعقّدةً ومتعددة الأوجه، مُتأثّرةً بعواملَ اجتماعيةٍ واقتصاديةٍ وسياسيةٍ متشابكة. فقد كان المجتمعُ مُقسّمًا إلى طبقاتٍ اجتماعيةٍ مُحدّدةٍ بوضوح، مع وجودِ فوارقَ كبيرةٍ بينَ النّخبِ الحاكمةِ والعامّة، فيما لعبتْ الانتماءاتُ القبليةُ دورًا رئيسيًا في حياةِ الأفراد، مُؤثّرةً على مكانتهم الاجتماعيةِ وفرصِهم. وكانَتْ أدوارُ الجنسينَ مُحدّدةً بشكلٍ صارم، مع تقييدٍ لِفُرصِ النساءِ في التعليمِ والعمل.
اعتمدَ الاقتصادُ اليمنيّ بشكلٍ كبيرٍ على الزراعةِ التقليدية، مع وجودِ تحدّياتٍ كبيرةٍ في مجالِ الأمنِ الغذائيّ والتنميةِ الاقتصادية، وساهمَتْ زراعةُ القات، وهو محصولٌ ذو خصائصَ مُخدّرة، في استنزافِ المواردِ المائيةِ والزراعية، وقد كانتْ مُعدّلاتُ البطالةِ مرتفعة، وخاصّةً بينَ الشباب، مما أدّى إلى تفاقمِ الفقرِ وعدمِ الاستقرارِ الاجتماعيّ.
حكمتْ الإمامةُ الزيديةُ شمالَ اليمنِ لِقُرونٍ عديدة، مُحافظةً على نظامٍ سياسيٍّ تقليديٍّ، حيث واجهَتْ تحدّياتٍ منَ القوى الخارجيةِ، مثلَ الإمبراطوريةِ العثمانيةِ والبريطانية، التي سعتْ إلى توسيعِ نفوذِها في المنطقة، وأدّى صعودُ الحركاتِ القوميةِ إلى زعزعةِ استقرارِ الإمامةِ، حتى قيام ثورة 1962.

## خلفية تاريخية
مثّلت الإمامة الزيدية في اليمن، التي تأسّست عام 897 ميلادية  - بهجرة يحيى بنُ الحسين الذي ادّعى لقبَ "الهادي" إلى اليمن - مزيجًا فريدًا من السلطة الدينية والسياسية في سياق الإسلامِ الشيعيّ، وتحديدًا الفرع الزيديّ. سعى الأئمة، الذين زعموا أنّهم من نسل عليّ وفاطمة، إلى استقرار الحكم في منطقةٍ غالبًا ما تعاني من صراعاتٍ داخليةٍ وخارجيةٍ. واتّسم حكمهم بتركيزٍ كبيرٍ على الخروج على القيادة الظالمة، وهو مبدأ متجذّر في تفسيرِ المجتمعِ لدور الإمامة كقائدٍ روحيٍّ وسياسيٍّ في آنٍ واحدٍ.
كانَت البُنيةُ الاجتماعيةُ لِليمنَ مُقسّمةً بشكلٍ عميق، مُشكّلةً من خلالِ الانتماءاتِ القبليةِ وتتميّزُ بِفوارقٍ كبيرة. ولعبتْ القرابةُ دورًا حيويًا في تحديدِ المكانةِ الاجتماعية، حيثُ احتلّ السادةُ، وهم من نسلِ النبيّ مُحمّد، أعلىَ مراتبِ المجتمع. ساهمتْ هذهِ التسلسلاتُ الهرميةُ التقليدية المُركّبةً والمُتفاقمةً في انتشارِ الفقرِ وانعدامِ الأمنِ الغذائيّ على نطاقٍ واسعٍ. وبينما شكّلتِ الزراعةُ جزءًا رئيسيًا من اقتصادِ اليمن، فإنّ التركيزَ المُتزايدَ على المحاصيلِ النقديةِ مثلِ القاتِ زادَ من استنزافِ المواردِ وحدّ من إمكاناتِ التنميةِ المُستدامةِ.
كانَ المشهدُ السياسيّ في المملكة المتوكلية اليمنية محفوفًا بالتحدّيات، حيثُ تنافستْ قوىً خارجيةٌ مُختلفةٌ على النفوذِ وتفاقمتْ المظالمُ المحلية. وأدّى صعودُ الأحزابِ السياسيةِ والتغيّراتُ في الديناميكياتِ الإقليميةِ إلى تعقيدِ حكمِ اليمن، حيثُ غالبًا ما طغتِ الانقساماتُ الطائفيةُ على الوحدةِ الوطنية. وتُوّجتْ هذهِ العواملُ في اندلاع ثورة 26 سبتمبر، وفي نهايةِ المطاف، لم يُمثّلْ انهيارُ آخر أوجه الإمامةِ الزيديةِ عامَ 1962 مجرّدَ تحوّلٍ في السلطةِ فحسب، بل تحوّلًا أيضًا في الهويةِ اليمنية، كاشفًا عن توتّراتٍ عميقةِ الجذورِ ستتردّدُ أصداؤها في صراعاتِ البلادِ المُستقبلية. إنّ فهمَ هذا السياقِ التاريخيّ ضروريٌّ لإدراكِ تعقيداتِ صراعاتِ اليمنِ المُستمرّة، لا سيّما وأنّ أصداءَ هذهِ اللحظةِ التاريخيةِ لا تزالُ تُؤثر على الديناميكياتِ السياسيةِ والاجتماعيةِ اليوم،  كان آخرها ظهورِ جماعاتٍ مثلِ الحوثيين، الذينَ يستحضرونَ إرثَ الإمامةِ الزيديةِ في السياسةِ اليمنيةِ المُعاصرة.

## البنية الاجتماعية

### الطبقات الاجتماعية
نُظّم المجتمعُ اليمنيّ في هيكلٍ اجتماعيٍّ طبقيٍّ مُتجذّرٍ في مصطلحاتٍ قبليةٍ للنسبِ المشترك، مكون من مستوياتٍ مُختلفةٍ،  وتلعبُ روابطُ القرابةِ دورًا حيويًا في تحديدِ المكانةِ الاجتماعيةِ والأدوارِ الفرديةِ داخلَ هذهِ القبائل، مما يُؤثّرُ على توزيعِ المواردِ وحلّ النزاعات.

### المعتقدات والممارسات الدينية
هيمن المذهبُ الشافعيّ من الإسلامِ السنيّ على المعتقداتِ الدينيةِ بينَ اليمنيين، خاصّةً في المناطقِ الوسطى، بينما ساد المذهبُ الزيديّ الشيعيّ في المناطقِ الشمالية. وتلعبُ الشعائرُ الدينيةُ دورًا حاسمًا في حياةِ المجتمع، حيثُ تُعدّ طقوسٌ مثلُ أركانِ الإسلامِ الخمسةِ أساسيةً للتّماسكِ الاجتماعيّ. وتشملُ الاحتفالاتُ الدينيةُ الرئيسيةُ شهرَ رمضان، وعيدي الفطرِ والأضحى، ومولدَ النبيّ مُحمّد، معَ كونِ الحجّ إلى أضرحةِ الأولياءِ المحليينَ ممارسةً شائعة.

### الطبقات الإجتماعية
كان هناكَ تسلسلًا هرميًا اجتماعيًا تقليديًا واضحًا في اليمن، حيث تضمّ أعلى طبقة السادةَ، وهم من يدعون ارتباطهم بنسلِ النبيّ مُحمّد، ويليهم القضاةُ أو الفقهاءُ، ثمّ القبائلُ. وتُواجهُ الطبقاتُ الدنيا، تهميشًا مُمنهجًا.

### أدوار الأسرة
تُحدّدُ أدوارُ الجنسينَ التقليديةُ مسؤولياتٍ مُتميّزةً داخلَ الأسرة، حيثُ يعملُ الرّجالُ عادةً كمُعيلين وتُديرُ النّساءُ الشؤونَ المنزلية. وفي العديدِ منَ القبائل، يحصلُ الأولادُ على أولويةِ الوصولِ إلى التعليم، وتنقسمُ مسؤولياتُ العملِ بشكلٍ مُماثل، حيثُ يُشاركُ الرّجالُ في الزراعةِ والرّعي بينما تُركّزُ النّساءُ على الأعمالِ المنزلية.

## الأوضاع الاقتصادية
واجه اليمن خلال الإمامة الزيدية والمملكة المتوكلية العديد من التحديات الاقتصادية المتفاقمة وانعدام الأمن الغذائي، وواجه معدلاتٍ عاليةً من سوء التغذية بين سكانه،  وقد شكّلت الزراعة جزءًا كبيرًا من الاقتصاد المحلي.
توزّعتِ الفُرصُ والمواردُ الاقتصاديةُ بشكلٍ غيرِ مُتساوٍ في جميعِ أنحاءِ البلاد، ممّا أدّى إلى تفاوتاتٍ إقليميةٍ كبيرة. وقد أدّى تركّزُ الثروةِ بينَ قلّةٍ مُختارةٍ حاكمةٍ إلى تفاقمِ هذهِ الفوارق، حيثُ بقيتْ العديدُ منَ المجتمعاتِ مُهمّشةً وتفتقرُ إلى الوصولِ إلى الخدماتِ الأساسية. وساهمَ هذا التّطورُ غيرُ المُتكافئِ في الاضطراباتِ الاجتماعية، والتي ستتجلى لاحقًا في الاضطراباتِ السياسيةِ في الستينيات.

## المشهد السياسي
اتّسم المشهدُ السياسيّ بتفاعلٍ مُعقّدٍ للديناميكياتِ الإقليميةِ والطائفية، تنافستْ قوىً خارجيةٌ مُختلفة، بما في ذلك البرتغاليونَ والفرنسيونَ والبريطانيونَ والإمبراطوريةُ العثمانية، على السيطرةِ على الطرقِ الاستراتيجيةِ المؤدّيةِ إلى المُحيطِ الهنديّ. وأثّرَ هذا النفوذُ الخارجيّ بشكلٍ كبيرٍ على الحكمِ المحليّ والانتماءاتِ السياسية، ممّا أدّى إلى انقساماتٍ داخلَ اليمن.
وكثيرًا ما قاومَ الأئمةُ، الذينَ قادوا الطائفةَ الزيديةَ في الشمال، السيطرةَ العثمانية، وحقّقوا انتصاراتٍ ملحوظةً في القرنينِ السادسَ عشرَ والسابعَ عشر.

## تأثير الأحداث العالمية

### التأثيرات الاستعمارية
تأثّر المشهدُ الاجتماعيّ والسياسيّ في اليمن بشكلٍ كبيرٍ بالتأثيراتِ الاستعمارية، وخاصّةً خلالَ الاحتلال البريطانيّ لمناطق جنوب اليمن. سعى البريطانيونَ إلى تأمينِ مصالحِهم الاستراتيجيةِ في البحرِ الأحمرِ وخليجِ عدن، ممّا أدّى إلى إدارةٍ استعماريةٍ تُركّزُ في المقامِ الأولِ على استخراجِ المواردِ بدلًا من التنميةِ المحلية. وقد مهّدَ هذا الاستغلالُ الطريقَ لِفوارقٍ اقتصاديةٍ عميقة، حيثُ واجهَ السّكانُ المحليونَ ظروفًا مُدقعةً بينما تمّ تحويلُ المواردِ بعيدًا عنِ المنطقة.
وفي الشمال، أدخلَ وجودُ الإمبراطوريةِ العثمانيةِ ديناميكياتٍ اجتماعيةً مُعقّدةً من خلالِ محاولاتِ السيطرةِ الإقليميةِ والاستيعابِ الثقافيّ. وقد شملتْ جهودُهم لدمجِ اليمنِ إصلاحاتٍ إداريةً واستثماراتٍ في البنيةِ التحتية، إلا أنّ هذهِ المبادراتِ غالبًا ما تجاهلتْ العاداتِ المحلية، ممّا أدّى إلى تفاقمِ التوتّراتِ وساهمَ في مجتمعٍ مُجزّأٍ.

### الصراعات الإقليمية
شهدَ منتصفُ القرنِ العشرين سلسلةً من الصراعاتِ التي زادتْ من تعقيدِ المشهدِ السياسيّ في اليمن. وساهمَتْ تداعياتُ الحربِ العالميةِ الأولى والتوتّراتُ الإقليميةُ اللاحقةُ في تصاعدِ المظالمِ المحليةِ المُتداخلةِ معَ التطلّعاتِ السياسيةِ الأوسع. وقد أكّدتْ ديناميكياتُ الصراعِ المُتطوّرةِ على أهميةِ فهمِ هذهِ الأحداثِ التاريخيةِ لإدراكِ تعقيداتِ قضايا اليمنِ المُعاصرة، لا سيّما فيما يتعلّقُ بحركةِ الحوثيينَ واستراتيجياتِها التمرّديةِ وسطَ التدخّلاتِ الأجنبيةِ من قِبَلِ قوىً مثلِ المملكة العربية السعودية وإيران.

### تطورات ما بعد الاستعمار
شهدت البيئة السياسية في اليمن تغييراتٍ جذرية مُتأثرة بديناميكيات الحرب الباردة والحركات القومية الناشئة حديثًا. وقد انحازت الجمهورية العربية المتحدة إلى الاتحاد السوفيتي، مما زاد من تصعيد التوترات الجيوسياسية في المنطقة حيثُ سعت كلٌّ من القوى العظمى إلى توسيع نفوذها. وجذب الصراع الجهات الفاعلة الإقليمية مثل الأردن والمملكة العربية السعودية، ومصر لدعم الجهات المتصارعة في اليمن. وقد شكّل السياق التاريخي لهذه الأحداث، لا سيما التفاعل بين القوى الأجنبية والحركات المحلية، مسار جهود بناء الدولة في اليمن بعد الاستعمار.